# Lacantunia enigmatica
Lacantunia enigmatica — єдиний вид роду Lacantunia родини Лакантидові ряду сомоподібних. Відомості про нього отримані завдяки музейним екземплярам.

## Опис
Загальна довжина сягає 45 см. Спостерігається статевий диморфізм: самці дещо більше за самиць. Голова помірного розміру, задня частина її сплощена. Морда тупа й округла. Рот спрямовано униз. У цієї риби є 4 пари вусиків. Усі вусики розташовані на верхній щелепі — над губою, віддалено від кута рота. Тулуб помірно подовжений. Скелет складається з 55—57 хребців. Спинний плавець має 8-10 променів, з яких 2 колючих. Спинний та грудні плавці мають хребти. У цього сома виявлено дівертикул плавального міхура (мішкоподібні випинання стінки міхура). Черевні плавці розташовані трохи позаду середини спинного плавця, з 6 м'якими променями. Жировий плавець великий та гладкий, чітко відділений від спинного плавця. В анального плавця 22-26 м'яких променів. Хвіст тонкий. Хвостовий плавець закруглено.
Забарвлення від середини до спини темно-коричневого кольору з невеликими темними плямами неправильної форми. Нижня частина й черево є сірим, кремовим або білим.

## Спосіб життя
Зустрічається в солонуватих і прісних водоймах, не запливає у великі річки, навпроти полюбляє канали, водойми з камінням і сильними вихровими струмами. Здатні опускатися на 18 м вглибину. Активний вночі. Живиться крабами, креветками, дрібною рибою, насінням з твердим покриттям.
Процес розмноження і нересту відомий недостатньо.
Є об'єктом рибальства місцевого населення.

## Розповсюдження
Є ендеміком Мексики, мешкає у річці Лакантун (звідси походить назва родини та роду цих сомів) в штаті Чіапас.